# Stas Wojciechowicz
Stas Wojciechowicz (ur. 1977 w Taszkencie) – polski rabin, związany z judaizmem reformowanym, od października 2010 pierwszy rabin Centrum Społeczności Postępowej i Synagogi Ec Chaim Gminy Wyznaniowej Żydowskiej w Warszawie.

## Życiorys
Urodził się w Taszkencie w Uzbekistanie w rodzinie o polsko-żydowskich korzeniach. Po upadku Związku Radzieckiego wyjechał na studia do Stanów Zjednoczonych, gdzie uczestniczył w programie wspomagającym rozwój młodych demokracji w krajach postkomunistcznych. W ramach wymiany studenckiej zamieszkał u żydowskiej rodziny w Randallstown w stanie Maryland, USA. W 1994 roku wyemigrował do Izraela.
W latach 1995–1998 odbył studia licencjackie na Wydziale Nauk Politycznych Uniwersytetu Hajfy. Następnie przez trzy lata służył w Siłach Obronnych Izraela w Korpusie Młodzieży i Edukacji. W 2001 rozpoczął studia rabinackie na Hebrew Union College – Jewish Institute of Religion w Jerozolimie, gdzie otrzymał smichę w 2006. W latach 2004–2006, jako student rabinacki, pracował dla kongregacji Esz-Dawid w Aszdodzie, na południu Izraela. Brał udział w programie szkolącym liberalnych rabinów do pracy w krajach byłego bloku wschodniego oraz kilkukrotnie odwiedzał podczas świąt reformowane kongregacje w byłym Związku Radzieckim. Był także przez pewien czas rabinem pomocniczym na letnich obozach ruchu Netzer (Noar Cyoni Reformi – Młodzież Syjonistyczna Reformowana) w Kijowie. Jego praca dyplomowa The History of the Development and Main Focus of the English Reform Prayer Book była poświęcona reformowanej liturgii w słynnej „West London Synagogue”.
W latach 2007–2010 był rabinem kongregacji postępowej Shaarei Shalom w Petersburgu. Od października 2010 jest pierwszym reformowanym rabinem Gminy Wyznaniowej Żydowskiej w Warszawie, jest aktywnym uczestnikiem dialogu polsko-żydowskiego. Od 2015 roku pełni funkcję Wiceprzewodniczącego Polskiej Rady Chrześcijan i Żydów.